# 君主制廃止
君主制廃止（くんしゅせいはいし）は、国家などの政体として君主制を廃止すること。君主制廃止の思想や傾向は共和主義、君主の存在しない国は共和国と呼ばれる。

## 概要
君主を廃止した制度は共和制、その国は共和国と呼ばれる。古代ではアテナイが王政を廃止して民主政（デモクラシー）と呼ばれる政体を採用した。古代ローマも王を追放したが、民主政ではなく共和政（リパブリック）と自称した（共和制ローマ）。
中世ではローマ帝国の影響を残す都市国家が共和国の政体を採用した。また15世紀からの大航海時代では欧米列強が世界中で植民地獲得競争を展開し、インカ帝国やムガール帝国など現地の君主制の多くは消滅したり、英連邦王国など宗主国の君主制に組み込まれた。
17世紀以降、ヨーロッパを中心に啓蒙思想や自由主義、民主主義、平等主義や、更には民族主義が普及し、国家統合の中心は従来の君主から国民国家に転換した。イギリスでは清教徒革命で王政廃止、続く名誉革命では王政復活後の王権制限が制度化された（マグナ・カルタ、立憲君主制）。18世紀のアメリカ独立革命では大統領を国家元首とする共和国が北米にアメリカ合衆国として成立し、フランス革命では王政廃止により共和国が誕生した（1958年以降、第五共和政）。
20世紀は二度の世界大戦やアジア・アフリカなどでの植民地独立運動の影響もあり、多くの諸国で君主制が廃止され、多数の共和国が誕生した。1912年、アジア初の共和国である中華民国が成立した。1917年、ロシア革命により帝政は廃止され世界初の社会主義共和国であるロシア・ソビエト連邦社会主義共和国が成立した（後にソビエト連邦を構成→現在のロシア連邦）。
第一次世界大戦後は敗戦国となった中央同盟国のドイツ帝国（→ヴァイマル共和政→ナチス・ドイツ→東ドイツ、西ドイツ→ドイツ連邦共和国）、オーストリア＝ハンガリー帝国（→オーストリア第一共和国→第二共和国、→ハンガリー人民共和国→ハンガリー王国）、オスマン帝国（→トルコ共和国）などが崩壊し共和国となった。
第二次世界大戦後は枢軸国側のイタリア王国（→イタリア共和国）、ルーマニア王国（→ルーマニア社会主義共和国→ルーマニア）、ハンガリー王国（→ハンガリー第二共和国→ハンガリー第三共和国）、ブルガリア王国（→ブルガリア人民共和国→ブルガリア共和国）などが崩壊し共和国となった。
また1922年にアイルランド、1947年にインドがイギリス帝国から独立し、共和国となった。1950年代以降、アラブ民族主義の影響もありエジプト、リビア、チュニジアなどでクーデターにより王政が廃止されて共和国となった。1978年、イラン革命により王政は廃止されてイスラム共和制が成立した。

## 歴史

### 古代
古代ギリシャのアテナイでは王制が打倒され、貴族制（寡頭制）を経て民会を中心とした民主政（民主制）が行われた。またこの際の「多数派支配」を意味する「デモクラシー」から「民主主義」の用語が生まれた。古代ローマでは王政が打倒され「共和制」を名乗った（共和制ローマ）。なお後のいわゆる帝政ローマも形式上は共和制である。

### 中世
7世紀以降、主にヨーロッパでは都市国家や自由都市を中心に君主制を廃止した、ヴェネツィア共和国、フィレンツェ共和国、ジェノヴァ共和国、16世紀から18世紀のネーデルラント連邦共和国などが存在した。

### 16-17世紀
イングランド王国でオリバー・クロムウェルらによる清教徒革命で王政が廃止され、共和政のイングランド共和国（1649年 - 1660年）が成立した。1660年にはイングランド王政復古が行われたが、1688年の名誉革命などを通じて王権の制限が進められ、立憲民主主義や議院内閣制などの法の支配や議会制民主主義が形成された。

### 18世紀
アメリカ合衆国の独立は君主国であるイギリスから植民地であるアメリカが独立して共和制を採用し、以後の大統領型民主制度のモデルとなった。フランス革命では君主が処刑されてフランス第一共和政が成立し、国民国家が形成された。

### 19世紀
メキシコは1821年に独立した際にはメキシコ帝国として独立したが、1823年に皇帝アグスティン1世が失脚し、共和制に移行した。その後フランスのメキシコ出兵によって1864年にマクシミリアーノ1世が皇帝となったが、1867年にマクシミリアーノはベニート・フアレス大統領によって処刑され、メキシコ帝国は滅亡した。
ハイチでは独立後すぐにジャン＝ジャック・デサリーヌが皇帝となり、ハイチ帝国が成立したが、ジャック1世は1806年に暗殺された。その後、ハイチは北部のハイチ王国と南部のハイチ共和国に分かれた後に統一された共和国となったが、1849年にフォースタン＝エリ・スールークが皇帝となり、新たなハイチ帝国が建国された。このハイチ帝国は1859年に滅亡した。
ブラジルでは1889年に軍部のクーデターによってブラジル帝国が崩壊し、ブラジル合衆国が成立した。

### 20世紀以降に君主制を廃止した国の一覧
20世紀以降に君主制が廃止・廃絶された国の一覧は以下のとおり。単なる君主交代や王朝交代は含まないが、君主国自体が消滅したもの、君主国から分離独立して共和国になったものを含む。なお、細部の年や名称は議論があるものも含まれる。
| 年   | 旗                                       | 国・地域                                   | 備考 |
| ---- | ---------------------------------------- | ------------------------------------------ | --- |
| 1901 |                                          | デンディ王国                               | フランスに占領され、フランス領西アフリカの一部となった。                                                                                                 |
| 1902 |                                          | アシャンティ王国                           | イギリスに占領され、英領ゴールド・コーストの一部となった。                                                                                               |
| 1905 |                                          | オヨ王国                                   | 最後の君主が死亡し、イギリスの南部ナイジェリア保護領の一部となった。                                                                                     |
| 1909 |                                          | ムワリ・スルタン国                         | フランスに併合され、スルタン制廃止。 |
| 1910 |                                          | ポルトガル王国                             | 共和革命（1910年10月5日革命）により国王廃位。 |
| 1910 |                                          | 大韓帝国                                   | 日本による韓国併合により現地の君主は廃止され、1945年まで日本統治下となった。                                                                             |
| 1910 |                                          | アンゴシェ・スルタン国                     | ポルトガルに占領、併合された。 |
| 1911 |                                          | ンリ王国                                   | イギリスに占領され、南部ナイジェリア保護領の一部となった。                                                                                               |
| 1911 |                                          | カサンジェ王国                             | ポルトガルによりポルトガル領西アフリカに併合された。 |
| 1912 |                                          | 大清帝国                                   | 辛亥革命により皇帝退位し、共和国である中華民国となった。                                                                                                 |
| 1912 |                                          | ンズワニ・スルタン国                       | フランスに併合された。 |
| 1914 |                                          | コンゴ王国                                 | ベルギーとポルトガルの植民地として分割統治され、消滅。                                                                                                   |
| 1915 |                                          | スールー王国                               | アメリカ合衆国の統治下におかれ、スルタンが世俗の権利を放棄した。                                                                                         |
| 1916 |                                          | ダルフール・スルタン国                     | 第一次世界大戦中にオスマン帝国と同盟し、スルタンが殺害され英埃領スーダンに併合された。                                                                   |
| 1916 |                                          | 中華帝国                                   | 袁世凱による短命政権。皇帝に即位後、護国戦争により翌年退位。                                                                                             |
| 1917 |                                          | 大清帝国                                   | 張勲復辟により皇帝即位し、皇帝に即位後、段祺瑞は「討逆軍」を組織し、皇帝退位。                                                                           |
| 1917 |                                          | ロシア帝国                                 | ロシア革命によりロマノフ朝が滅亡、ロシア臨時政府を経てロシア・ソビエト連邦社会主義共和国が成立。                                                         |
| 1917 |                                          | フィンランド大公国                         | フィンランド独立宣言によりロシアとの同君連合から、共和制へ移行。                                                                                         |
| 1918 |                                          | モンテネグロ王国                           | 第一次世界大戦で国王亡命後、ポドゴリツァ議会にて廃位とセルビア王国への統合を宣言、後にユーゴスラビア王国の一部となった。                                 |
| 1918 |                                          | ドイツ帝国                                 | 第一次世界大戦の敗北とドイツ革命により皇帝は廃位され、ヴァイマル共和政成立。                                                                             |
| 1918 |                                          | プロイセン王国                             | ドイツ帝国の一部を構成したが、第一次世界大戦の敗北とドイツ革命により廃位され、ヴァイマル共和政成立。                                                     |
| 1918 |                                          | バイエルン王国                             | ドイツ帝国の一部を構成したが、第一次世界大戦の敗北とドイツ革命により廃位され、ヴァイマル共和政成立。                                                     |
| 1918 |                                          | ヴュルテンベルク王国                       | ドイツ帝国の一部を構成したが、第一次世界大戦の敗北とドイツ革命により廃位され、ヴァイマル共和政成立。                                                     |
| 1918 |                                          | ザクセン王国                               | ドイツ帝国の一部を構成したが、第一次世界大戦の敗北とドイツ革命により廃位され、ヴァイマル共和政成立。                                                     |
| 1918 |                                          | ヘッセン大公国                             | ドイツ帝国の一部を構成したが、第一次世界大戦の敗北とドイツ革命により廃位され、ヴァイマル共和政成立。                                                     |
| 1918 |                                          | バーデン大公国                             | ドイツ帝国の一部を構成したが、第一次世界大戦の敗北とドイツ革命により廃位され、ヴァイマル共和政成立。                                                     |
| 1918 |                                          | ザクセン＝ヴァイマル＝アイゼナハ大公国     | ドイツ帝国の一部を構成したが、第一次世界大戦の敗北とドイツ革命により廃位され、ヴァイマル共和政成立。                                                     |
| 1918 |                                          | メクレンブルク＝シュヴェリーン公国         | ドイツ帝国の一部を構成したが、第一次世界大戦の敗北とドイツ革命により廃位され、ヴァイマル共和政成立。                                                     |
| 1918 |                                          | メクレンブルク＝シュトレーリッツ公国       | ドイツ帝国の一部を構成したが、第一次世界大戦の敗北とドイツ革命により廃位され、ヴァイマル共和政成立。                                                     |
| 1918 |                                          | オルデンブルク大公国                       | ドイツ帝国の一部を構成したが、第一次世界大戦の敗北とドイツ革命により廃位され、ヴァイマル共和政成立。                                                     |
| 1918 |                                          | ブラウンシュヴァイク公国                   | ドイツ帝国の一部を構成したが、第一次世界大戦の敗北とドイツ革命により廃位され、ヴァイマル共和政成立。                                                     |
| 1918 |                                          | アンハルト公国                             | ドイツ帝国の一部を構成したが、第一次世界大戦の敗北とドイツ革命により廃位され、ヴァイマル共和政成立。                                                     |
| 1918 |                                          | ザクセン＝コーブルク＝ゴータ公国           | ドイツ帝国の一部を構成したが、第一次世界大戦の敗北とドイツ革命により廃位され、ヴァイマル共和政成立。                                                     |
| 1918 |                                          | ザクセン＝マイニンゲン公国                 | ドイツ帝国の一部を構成したが、第一次世界大戦の敗北とドイツ革命により廃位され、ヴァイマル共和政成立。                                                     |
| 1918 |                                          | ザクセン＝アルテンブルク公国               | ドイツ帝国の一部を構成したが、第一次世界大戦の敗北とドイツ革命により廃位され、ヴァイマル共和政成立。                                                     |
| 1918 |                                          | ヴァルデック侯国                           | ドイツ帝国の一部を構成したが、第一次世界大戦の敗北とドイツ革命により廃位され、ヴァイマル共和政成立。                                                     |
| 1918 |                                          | リッペ侯国                                 | ドイツ帝国の一部を構成したが、第一次世界大戦の敗北とドイツ革命により廃位され、ヴァイマル共和政成立。                                                     |
| 1918 |                                          | シャウムブルク＝リッペ侯国                 | ドイツ帝国の一部を構成したが、第一次世界大戦の敗北とドイツ革命により廃位され、ヴァイマル共和政成立。                                                     |
| 1918 |                                          | シュヴァルツブルク＝ルードルシュタット侯国 | ドイツ帝国の一部を構成したが、第一次世界大戦の敗北とドイツ革命により廃位され、ヴァイマル共和政成立。                                                     |
| 1918 |                                          | シュヴァルツブルク＝ゾンダースハウゼン侯国 | ドイツ帝国の一部を構成したが、第一次世界大戦の敗北とドイツ革命により廃位され、ヴァイマル共和政成立。                                                     |
| 1918 |                                          | ロイス＝グライツ侯国                       | ドイツ帝国の一部を構成したが、第一次世界大戦の敗北とドイツ革命により廃位され、ヴァイマル共和政成立。                                                     |
| 1918 |                                          | ロイス＝ゲーラ侯国                         | ドイツ帝国の一部を構成したが、第一次世界大戦の敗北とドイツ革命により廃位され、ヴァイマル共和政成立。                                                     |
| 1918 |                                          | オーストリア＝ハンガリー帝国               | 第一次世界大戦と諸民族独立・皇帝亡命によりハプスブルク帝国が崩壊し、オーストリア共和国やハンガリー共和国などが成立。                                     |
| 1918 |                                          | フィンランド王国                           | ロシア革命を受け独立宣言した短命王国、フィンランド内戦（フィンランド社会主義労働者共和国）を経てフィンランド共和国が成立。                               |
| 1918 |                                          | リトアニア王国                             | 第一次世界大戦末期に独立宣言した短命王国、憲法改正によりリトアニア共和国が成立。                                                                         |
| 1918 |                                          | ポーランド王国                             | 第一次世界大戦中にロシア帝国の一部に準備されたが正式発足せず、ポーランド第二共和国が成立。                                                               |
| 1918 |                                          | ハンガリー王国                             | オーストリア＝ハンガリー帝国を構成したが、第一次世界大戦とハンガリー革命により、ハンガリー第一共和国、さらにハンガリー社会主義連邦ソビエト共和国が成立。 |
| 1918 |                                          | セルビア王国                               | オーストリア＝ハンガリー帝国の崩壊後、セルビア人・クロアチア人・スロベニア人王国に移行。                                                                 |
| 1918 |                                          | ウクライナ国                               | 第一次世界大戦中に旧ロシア帝国領内に成立した短命国家で、ヘーチマン制を廃止してウクライナ人民共和国に移行。                                               |
| 1920 |                                          | ブハラ・ハン国                             | ロシア帝国の保護国だが、赤軍の攻撃により王は亡命し、ブハラ人民ソビエト共和国が成立。                                                                     |
| 1920 |                                          | ヒヴァ・ハン国                             | 赤軍とトルクメン人の攻撃により退位、ホラズム人民ソビエト共和国が成立。                                                                                   |
| 1920 |                                          | シリア・アラブ王国                         | オスマン帝国から独立した短命王国、同年にフランスが占領しフランス委任統治領シリアとなる。                                                                 |
| 1922 |                                          | オスマン帝国                               | 第一次世界大戦の敗戦とトルコ革命により帝政廃止、トルコ共和国などが成立。                                                                                 |
| 1923 |                                          | ウィトゥランド                             | イギリスによりスルタン制が廃止、英領ケニア植民地に併合。                                                                                                 |
| 1924 |                                          | ギリシャ王国                               | 国民投票により王政廃止、ギリシャ第二共和政が成立（1935年 王政復活、1975年 王政廃止）                                                                     |
| 1924 |                                          | 大モンゴル国                               | 皇帝（ハーン）死去後、君主制を廃止してモンゴル人民共和国成立。                                                                                           |
| 1925 |                                          | アルバニア公国                             | 第一次世界大戦での分裂後、アルバニア共和国に移行（1928 君主制復活、1946 君主制廃止）                                                                     |
| 1925 |                                          | ホッラムシャフル首長国                     | イランにより廃止 |
| 1927 |                                          | オルング王国                               | フランスにより廃止 |
| 1931 |                                          | スペイン王国（王政復古）                   | 1874年 王政復活後に退位・亡命し、スペイン第二共和政成立。その後、フランコ独裁政権を経て1975年に王政復古。                                                |
| 1932 |                                          | ジンマ王国                                 | エチオピアにより追放、エチオピアに併合。 |
| 1939 |                                          | アルバニア王国                             | イタリアのアルバニア侵攻により亡命、イタリア王国の保護領となる。                                                                                         |
| 1943 |                                          | アルバニア王国（1939年 - 1943年）          | イタリア王国の保護領、イタリアの降伏により退位、ドイツ占領下に。                                                                                         |
| 1943 |                                          | クロアチア独立国                           | イタリア・ドイツ降伏により崩壊し亡命、クロアチア社会主義共和国とボスニア・ヘルツェゴビナ社会主義共和国が成立。                                           |
| 1944 |                                          | アイスランド王国                           | デンマークとの同君連合であったが、第二次世界大戦中のアイスランド侵攻を経てアイスランド共和国としてデンマークより分離独立。                               |
| 1944 |                                          | モンテネグロ王国（1941年 - 1944年）        | 第二次世界大戦中のイタリア統治下のモンテネグロ独立国、パルチザンにより王政廃止、共和制に移行。                                                           |
| 1945 |                                          | ユーゴスラビア王国                         | 第二次世界大戦中にドイツの侵攻を受け、国王亡命。終戦後に廃位され、ユーゴスラビア社会主義連邦共和国が成立。                                               |
| 1945 |                                          | 大満州帝国                                 | 皇帝廃位後、中華民国に併合。 |
| 1945 |                                          | ベトナム帝国                               | 日本の降伏後、ベトナム八月革命により君主制（阮朝）を廃止してベトナム民主共和国に移行。                                                                   |
| 1946 |                                          | ハンガリー王国                             | ソ連占領後、国民議会の議決で廃止、ハンガリー第二共和国を経てハンガリー人民共和国に移行。                                                                 |
| 1946 |                                          | イタリア王国                               | 国民投票の結果、王政を廃止してイタリア共和国に移行。 |
| 1946 |                                          | ブルガリア王国                             | 国民投票の結果、王政を廃止してブルガリア人民共和国に移行。                                                                                               |
| 1946 |                                          | サラワク王国                               | 日本による占領と日本の降伏後、王位を辞退しイギリスの直轄植民地となり、後にマラヤ連邦に参加。                                                             |
| 1947 |                                          | ルーマニア王国                             | 第二次世界大戦の敗北とソ連の圧力により王政廃止、ルーマニア人民共和国を経てルーマニア社会主義共和国に移行。                                               |
| 1949 |                                          | エール                                     | 実質的元首の大統領と儀礼的君主の国王を持つ共和国から、完全な共和制に移行。                                                                               |
| 1950 |                                          | インド連邦                                 | 立憲君主制の英連邦王国から、共和制のインド共和国に移行。                                                                                                 |
| 1950 |                                          | マイソール王国                             | インド・パキスタン分離独立の際に帰属先をインドとし、インド共和国に併合。                                                                                 |
| 1951 |                                          | チベット                                   | チベット侵攻により中華人民共和国に併合。 |
| 1953 |                                          | エジプト王国                               | エジプト革命の翌年、共和制に移行。 |
| 1954 |                                          | ベトナム国                                 | ジュネーヴ協定の後、17度線以北でベトナム民主共和国成立。                                                                                                 |
| 1954 |                                          | ベトナム国（南ベトナム）                   | 国民投票で国長を廃位し、ベトナム共和国へ移行。 |
| 1956 |                                          | パキスタン                                 | 憲法制定により、英連邦王国から共和制のパキスタン・イスラム共和国に移行。                                                                                 |
| 1957 |                                          | チュニジア王国                             | 王政を廃止し、チュニジア共和国に移行。 |
| 1958 |                                          | イラク王国                                 | 7月14日革命により王政廃止、イラク共和国へ移行。 |
| 1960 |                                          | ガーナ                                     | 国民投票により、英連邦王国から共和制のガーナ共和国に移行。                                                                                               |
| 1961 |                                          | 南アフリカ連邦                             | 国民投票により、英連邦王国から共和制の南アフリカ共和国に移行。                                                                                           |
| 1961 |                                          | ルワンダ王国                               | クーデター後の国民投票で王政廃止、共和制のルワンダに移行。                                                                                               |
| 1962 |                                          | タンガニーカ                               | 英連邦王国から共和制に移行。後にザンジバルとタンザニア連合共和国に移行。                                                                                 |
| 1962 |                                          | イエメン王国                               | クーデターで王政廃止、イエメン・アラブ共和国に移行。 |
| 1963 |                                          | ナイジェリア                               | 1960年に英連邦王国として独立後、憲法制定により共和制のナイジェリア連邦共和国に移行。                                                                     |
| 1963 |                                          | ウガンダ                                   | 1962年に英連邦王国として独立後、1963年に共和制のウガンダ共和国に移行。                                                                                   |
| 1964 |                                          | ケニア                                     | 1963年に英連邦王国として独立後、1964年に共和制のケニア共和国に移行。                                                                                     |
| 1964 |                                          | ザンジバル                                 | ザンジバル革命により王政打倒、ザンジバル人民共和国に移行。後にタンガニーカとタンザニア連合共和国に移行。                                                 |
| 1966 |                                          | ブルンジ王国                               | 1962年のベルギーからの独立後、1966年のクーデターで王政を廃止してブルンジ共和国に移行。                                                                   |
| 1966 |                                          | マラウイ                                   | 1964年に英連邦王国として独立後、1966年に憲法により共和制のマラウイ共和国に移行。                                                                         |
| 1967 |                                          | ファドリー首長国                           | 新規に成立したイエメン人民民主共和国の一部となった。 |
| 1967 | クアイティー王国                         |                                            | 新規に成立したイエメン人民民主共和国の一部となった。 |
| 1967 | 上ヤファ                                 |                                            | 新規に成立したイエメン人民民主共和国の一部となった。 |
| 1967 | 下ヤファ                                 |                                            | 新規に成立したイエメン人民民主共和国の一部となった。 |
| 1967 | マフラヒー首長国                         |                                            | 新規に成立したイエメン人民民主共和国の一部となった。 |
| 1967 | アウダリ首長国                           |                                            | 新規に成立したイエメン人民民主共和国の一部となった。 |
| 1967 | ベイハン首長国                           |                                            | 新規に成立したイエメン人民民主共和国の一部となった。 |
| 1967 | ダティーナ首長国                         |                                            | 新規に成立したイエメン人民民主共和国の一部となった。 |
| 1967 | ダーラ首長国                             |                                            | 新規に成立したイエメン人民民主共和国の一部となった。 |
| 1967 | Wahidi Sultanate of Balhaf in Hadhramaut |                                            | 新規に成立したイエメン人民民主共和国の一部となった。 |
| 1967 | Sheikhdom of Shaib                       |                                            | 新規に成立したイエメン人民民主共和国の一部となった。 |
| 1967 | アラウィー首長国                         |                                            | 新規に成立したイエメン人民民主共和国の一部となった。 |
| 1967 | アクラビ首長国                           |                                            | 新規に成立したイエメン人民民主共和国の一部となった。 |
| 1967 | Wahidi Sultanate of Haban in Hadhramaut  |                                            | 新規に成立したイエメン人民民主共和国の一部となった。 |
| 1967 | クタイビ首長国                           |                                            | 新規に成立したイエメン人民民主共和国の一部となった。 |
| 1967 | ハドラミ首長国                           |                                            | 新規に成立したイエメン人民民主共和国の一部となった。 |
| 1967 | マウサッタ首長国                         |                                            | 新規に成立したイエメン人民民主共和国の一部となった。 |
| 1967 | ブシ首長国                               |                                            | 新規に成立したイエメン人民民主共和国の一部となった。 |
| 1967 | ダビ首長国                               |                                            | 新規に成立したイエメン人民民主共和国の一部となった。 |
| 1967 | ハウシャビー・スルターン国               |                                            | 新規に成立したイエメン人民民主共和国の一部となった。 |
| 1967 | ハドラマウトのカスィーリー王国           |                                            | 新規に成立したイエメン人民民主共和国の一部となった。 |
| 1967 | マーラ首長国                             |                                            | 新規に成立したイエメン人民民主共和国の一部となった。 |
| 1967 | ラヘジュ首長国                           |                                            | 新規に成立したイエメン人民民主共和国の一部となった。 |
| 1967 | 下アウラキ・スルターン国                 |                                            | 新規に成立したイエメン人民民主共和国の一部となった。 |
| 1967 | 上アウラキ・スルターン国                 |                                            | 新規に成立したイエメン人民民主共和国の一部となった。 |
| 1967 | 上アウラキ首長国                         |                                            | 新規に成立したイエメン人民民主共和国の一部となった。 |
| 1968 |                                          | モルディブ・スルターン国                   | 1965年の独立後、1968年の国民投票で廃位を決定して共和制のモルディブ共和国に移行。                                                                         |
| 1969 |                                          | リビア王国                                 | 1969年のムアンマル・アル＝カッザーフィーのクーデター（リビア革命）により王政廃止、暫定憲法によりリビア・アラブ共和国に移行。                             |
| 1970 |                                          | ローデシア                                 | 国民投票と憲法改正により、英連邦王国（ただしイギリスは認めず）から共和制のローデシア共和国に移行。                                                       |
| 1970 |                                          | カンボジア王国                             | クーデターにより王政廃止、クメール共和国（ロン・ノル政権）へ移行。その後、1993年にカンボジア王国再建（後述）。                                           |
| 1970 |                                          | ガンビア                                   | 1965年に英連邦王国として独立後、1970年に国民投票でイギリス連邦内の共和制のガンビア共和国に移行。                                                         |
| 1971 |                                          | ガイアナ                                   | 1966年に英連邦王国として独立後、1970年にイギリス連邦内の共和制のガイアナ共和国に移行。                                                                   |
| 1971 |                                          | シエラレオネ                               | 1961年に英連邦王国として独立後、1971年に憲法により共和制のシエラレオネ共和国に移行。                                                                     |
| 1972 |                                          | セイロン                                   | 1948年に英連邦王国として独立後、1972年に共和制のスリランカ共和国に移行。                                                                                 |
| 1973 |                                          | アフガニスタン王国                         | クーデターにより廃位され、アフガニスタン共和国に移行 |
| 1974 |                                          | マルタ                                     | 1964年に英連邦王国として独立後、1974年に君主制を廃止してマルタ共和国に移行。                                                                             |
| 1975 |                                          | エチオピア帝国                             | 1974年にクーデターが起き、1975年に廃位された。社会主義エチオピア（さらにエチオピア人民民主共和国）に移行。                                               |
| 1975 |                                          | ギリシャ王国                               | 1963年にギリシャ軍事政権成立、1973年に国民投票により王政を廃止してギリシャ共和国（ギリシャ第三共和政）に移行。                                           |
| 1975 |                                          | ラオス王国                                 | ベトナム戦争終結と民主カンプチア（ポルポト政権）成立後、王制を廃止して共和制のラオス人民民主共和国に移行。                                               |
| 1975 |                                          | シッキム王国                               | 議会決議と国民投票にて王政廃止とインドへの編入を決定し、インドのシッキム州に移行。                                                                       |
| 1976 |                                          | トリニダード・トバゴ                       | 1962年に英連邦王国として独立後、1976年に共和制のトリニダード・トバゴ共和国に移行。                                                                       |
| 1979 |                                          | イラン帝国                                 | イラン革命により帝政廃止、イスラム共和制のイラン・イスラム共和国に移行。                                                                                 |
| 1979 |                                          | 中央アフリカ帝国                           | フランスによるクーデター（バラクーダ作戦）によって帝政廃止、中央アフリカ共和国に移行。                                                                   |
| 1982 |                                          | ルウェンズルル王国                         | ウガンダ西部の準王国。ウガンダ・タンザニア戦争後、ウガンダ共和国の一部に移行。                                                                           |
| 1987 |                                          | フィジー                                   | 1970年に英連邦王国として独立後、1987年にクーデターで共和制宣言し、1998年に国名をフィジー諸島共和国に変更。                                               |
| 1990 |                                          | クウェート国                               | イラクによるクウェート侵攻によって首長制廃止とクウェート共和国を宣言後、イラクに併合。1991年に湾岸戦争により首長制復活。                                 |
| 1992 |                                          | モーリシャス                               | 1968年に英連邦王国として独立後、1992年に共和制のモーリシャス共和国に移行。                                                                               |
| 2008 |                                          | ネパール王国                               | 1990年以降の民主化運動（ジャナ・アンドラン）やネパール王族殺害事件などにより、制憲議会で王政廃止し、ネパール連邦民主共和国に移行。                       |
| 2021 |                                          | バルバドス                                 | 1961年に英連邦王国として独立後、2021年11月に君主制を廃止し共和制に移行。                                                                                 |

## 現存する君主国での君主制廃止議論
| 国                               | 歴史・議論 |
| -------------------------------- | --- |
| イギリス                         | 清教徒革命（イングランド内戦）で王政廃止後に王政復活。共和制支持者や、少数政党のイングランド・ウェールズ緑の党、共和主義労働党等が王制廃止を主張。またスコットランドではスコットランド社会党、スコットランド緑の党等、ウェールズではウェールズ共和運動などが共和制を主張。北アイルランドではシン・フェイン党や社会民主労働党などがアイルランド共和国との統一による共和制を主張。イプソスの調査では君主制の存続支持は、2016年2月 76%、2021年11月 60%（1993年以来で最低）。 |
| カナダ                           | 1837年の反乱でカナダ共和国を宣言。カナダ自由党は君主制是非の議論を実施。なおケベック州のブロック・ケベコワはカナダからの独立と共和制を主張。 |
| オーストラリア                   | 1980年代に活発化、1999年国民投票で共和制案を否決（反対 54.87%）、2007年労働党政権が共和制議論。 |
| ニュージーランド                 | 1994年に共和主義者の組織New Zealand Republic設立、少数政党等が共和制を主張。 |
| ツバル                           | 1986年国民投票で共和制案を否決（賛成5%、反対95%）。2008年国民投票で再び否決（賛成35%、反対64%）。 |
| アンティグア・バーブーダ         | 2022年9月に首相が共和制移行の国民投票を検討と発言 |
| パプアニューギニア               | |
| ソロモン諸島                     | |
| セントルシア                     | 19世紀中葉以前に複数の人物が共和制を主張。 |
| セントクリストファー・ネイビス   | 民主共和党が共和制を主張。君主制廃止を含む2009年国民投票は有効投票率に達せず不成立。 |
| セントビンセント・グレナディーン | |
| グレナダ                         | 少数政党の統一労働党、統一共和党等が共和制を主張。共和制移行を検討中。 |
| ジャマイカ                       | 共和制移行を検討中。2012年1月5日にポーシャ・シンプソン＝ミラー首相が共和制への移行を表明。2022年3月にアンドリュー・ホルネス首相が「独立」を目指していると発言。2025年までに国民投票予定。 |
| ベリーズ                         | 共和制移行を検討中。 |
| バハマ                           | 英王室離脱を検討中。 |
| ノルウェー王国                   | 1905年以後のノルウェー・スウェーデン連合構想の中で共和制主張あり。2016年と2019年に議会で君主制賛否投票。社会主義左翼党は共和制を主張。 |
| スウェーデン王国                 | 主要政党のスウェーデン社会民主労働党は1911年より共和制を主張。1999年Swedish Republican Association設立。2009年のイエーテボリ大学による世論調査では6年前と比較して王政存続派は68%から56%に減少、廃止派は16%から22%に増加。 |
| オランダ王国                     | 16-18世紀にネーデルラント連邦共和国。少数政党の社会党、フルンリンクス等は共和制を主張。 |
| デンマーク王国                   | 1944年にアイスランドが国民投票で独立し共和国に。Republik nuが欧州共和主義運動連盟に参加。 |
| ベルギー王国                     | フランデレン地域の右翼政党フラームス・ベランフが、国王を「外国人」と拒否して共和制を主張、また新フラームス同盟の党首のバルト・デウェーフェルは「私は民主主義者なので、共和制主義者だ。出自のおかげで権力を持つ人物は信用しない」と発言。Republican Circleが欧州共和主義運動連盟に参加。 |
| スペイン王国                     | 19世紀のスペイン第一共和政、20世紀のスペイン第二共和政あり。統一左翼は共和制復帰を主張、スペイン社会労働党は共和主義者が多数。またカタルーニャ独立運動を支持するカタルーニャの各政党は共和国としての独立を主張。 |
| モナコ公国                       | 1910年のモネガスク革命で共和制要求あり。 |
| リヒテンシュタイン公国           | |
| ルクセンブルク大公国             | 1919年の国民投票で元首選択（シャルロット 79%、共和制 19%）。 |
| バチカン市国                     | |
| アンドラ公国                     | |
| カンボジア王国                   | カンボジア内戦の後、王制復活。 |
| タイ王国                         | タイ国共産党のほかに複数の人物が共和制を主張。不敬罪規定により王室批判は困難だが、2020年の反政府デモで国王権限縮小や不敬罪廃止などの王室改革要求。2023年5月の総選挙では王室改革掲げた前進党が第1党、政権には参加できず。 |
| 日本国                           | 日本共産党は将来的に「民主共和制」を主張。天皇制廃止論も参照。 |
| ブータン王国                     | 非合法のブータン共産党マルクス・レーニン・毛沢東主義派が君主制打倒を主張。 |
| ブルネイ・ダルサラーム国         | 事実上の絶対君主制。スルターン制反対のブルネイ人民党による1962年アザハリの反乱以降は非常事態宣言下。議論は困難。 |
| マレーシア                       | 不敬罪があり議論困難だが、一部野党は王室改革を主張。 |
| モロッコ王国                     | 17世紀にサレ共和国、20世紀のリーフ共和国、1971年クーデターでの共和国宣言、2011年-2012年モロッコ騒乱内の共和制主張など。詳細はen:Republicanism in Morocco。 |
| アラブ首長国連邦                 | 絶対君主制で政党禁止、参政権限定のため議論は困難。 |
| オマーン国                       | 絶対君主制で政党禁止、選挙限定のため議論は困難。 |
| カタール国                       | 議会（諮問評議会）に立法権なし。議論は困難。 |
| クウェート国                     | 1990年のイラクによるクウェート侵攻中のクウェート共和国宣言。議論は困難。 |
| サウジアラビア王国               | 歴史的にはナセル主義者、共産党、Arab Socialist Action Party – Arabian Peninsula等が共和制を主張。ただし絶対君主制で政党禁止、国政選挙禁止のため議論は困難。 |
| バーレーン王国                   | バーレーン自由運動、イスラム行動社会、National Liberation Front等が共和制を主張。 |
| ヨルダン・ハミシテ王国           | 立憲君主制だが国王が強い権力を持ち、議論は困難。 |
| エスワティニ王国                 | 事実上の絶対君主制で国王が強い権力を持ち、議論は困難。 |
| レソト王国                       | |
| トンガ王国                       | |